# Севастиан Скопски
Севастиан (на сръбски: Севастијан или Sevastijan) е сръбски духовник владика на Скопската епархия от 1904 до 1905 година.

## Биография
Роден е в 1869 в косовското градче Липлян, Османската империя, със светското име Дебелкович (Дебељковић или Debeljković). Учи в Призренската и Белградската семинария. Работи като учител в Любица, Призрен и Печ. Остава рано вдовец и в 1894 година се замонашва. В 1895 година заминава да учи в Халкинската семинария, която завършва в 1901 година. Там пише „О прелазу у кршћанство“ и „О сеоби Срба под патријархом Арсенијем III Црнојевићем“.
След смъртта на владиката Фирмилиан Скопски, на 15 януари 1904 година е избран за скопски митрополит с 6 от 11 гласа срещу митрополит Поликарп Дебърски и епископ Йоаким Метрески. На 17 януари е ръкоположен за презвитер от митрополит Тарасий Илиуполски. Ръкоположен е за скопски митрополит в катедралата „Свети Георги“ в Цариград на 18 януари 1904 година от митрополит Йоаким Ефески в съслужение с митрополитите Атанасий Иконийски, Филарет Димотишки, Прокопий Драчки и Тарасий Илиуполски.
Остава в Цариград, за да чака султански ферман. Междувременно се разболява от туберкулоза и умира на 23 януари 1905 година в немската болница в Цариград без да дочака ферман. Опелото му е на 26 януари 1905 година в храма „Света Троица“ в Пера, водено от митрополит Филарет Димотишки. Погребан е на 28 януари 1905 година в църквата „Свети Спас“ в Скопие от митрополит Поликарп Дебърски.